# Iurie Osipenco
Iurie Osipenco (n. 6 iulie 1974, Hîncești) este un antrenor de fotbal și fost fotbalist din Republica Moldova.
Din iunie 2014 până pe februarie 2016 el a fost antrenor principal al clubului FC Milsami Orhei, pe care l-a condus spre câștigarea primului său titlu de campioană în istorie în sezonul 2014-2015. Pe 1 noiembrie 2015 Osipenco a anunțat că și-a dat demisia de la Milsami, după un meci din a 13-a din Divizia Națională, iar pe 16 noiembrie a revenit la echipă, conducerea clubului precizând că părțile încă nu au reziliat contractul precedent și s-a decis continuarea colaborării. Pe 4 februarie 2016 Iurie Osipenco a demisionat din funcția de antrenor principal al lui Milsami, fiind înlocuit de Adrian Sosnovschi.
Între anii 1998 și 2001, Iurie Osipenco a jucat 13 meciuri la echipa națională de fotbal a Republicii Moldova.
Deține Licență PRO UEFA de antrenor.

## Palmares

### Jucător
Iskra-Stali Rîbnița
- Divizia Națională

Vicecampion: 2009-2010

### Antrenor
Milsami Orhei
- Divizia Națională (1): 2014-2015

Rapid Ghidighici
- Cupa Moldovei

Finalist: 2011-2012

### Individual
- Cel mai bun antrenor de fotbal al anului în Republica Moldova: 2015[8]